# プリムス (自動車)
プリムス、プリマス（Plymouth ）は米国の自動車会社クライスラー社（現：ステランティス）がかつて展開していた自動車ブランドである。

## 概要
安価な大衆車ブランドとして成功したゼネラルモーターズ（GM）のシボレーに倣い、クライスラーは同様のエントリーカー部門を担うブランドとして1928年にプリムスを誕生させた。油圧ブレーキをはじめとする進歩的機構を先発他社に先駆けて導入、標準装備品も充実させたことが特長であった。その目論見は当り、プリムスはユーザーの好評を得て、ブランドとしては後発であったにもかかわらず、シボレー、フォードとともに安価な自動車の代名詞として認識され、定着した。ブランドの商標ロゴには、プリマス・ロックに到着するメイフラワー号が描かれている。
プリムスのリリースする車種は安価であるがパフォーマンスに優れており、長い間、常にブランド別販売台数では上位に食い込んでいた。しかし、クライスラーの経営方針の転換により1960年代に姉妹ブランドであるダッジがプリムスより安価な自動車を展開することとなり、独自性のある車種を持ち合わせていなかったことから差別化ができず、プリムスは一時期販売低迷に陥ることとなる。
1970年代前半にはヴァリアントとダスターのヒットにより持ち直し、販売台数上位に返り咲いた。だがそれも束の間であり、1970年代後半にはオイルショックなどを起因としたクライスラーの深刻な経営不振により戦略の見直しが行われ、プリムスはフルラインナップブランドではなくなる。プリムスのオリジナルモデルは少なくなり、コストダウンの関係から当時提携関係にあった三菱自動車工業などの他メーカー、ブランドのOEMが主流となり、一時期の勢いは完全に失われることとなった。クライスラー内で新モデルが開発された際にもダッジやクライスラーに優先的に展開され、プリムスは冷遇された。
1998年のイーグルブランドの廃止に伴い、同ブランドで販売されていた安価な小型車のラインナップをプリムスに統合する案が生まれ、復権のチャンスを得る。その際、新たなフラッグシップモデルとして、往年のホットロッドを彷彿させるモデル「プロウラー」、ネオンをベースとしたオールドニュースタイルの「PTクルーザー」を開発し、主力モデルとして導入する計画とされた。
しかし紆余曲折の末、PTクルーザーはクライスラーブランドから発売されることになり、プロウラーは大きな話題を集めるも劣勢を覆すには至らなかった。その後、クライスラーのブランド戦略の見直しにより、2001年をもってプリムスブランドは廃止された。

## 車種
プリムスの車種一覧については別項を参照。

## ギャラリー

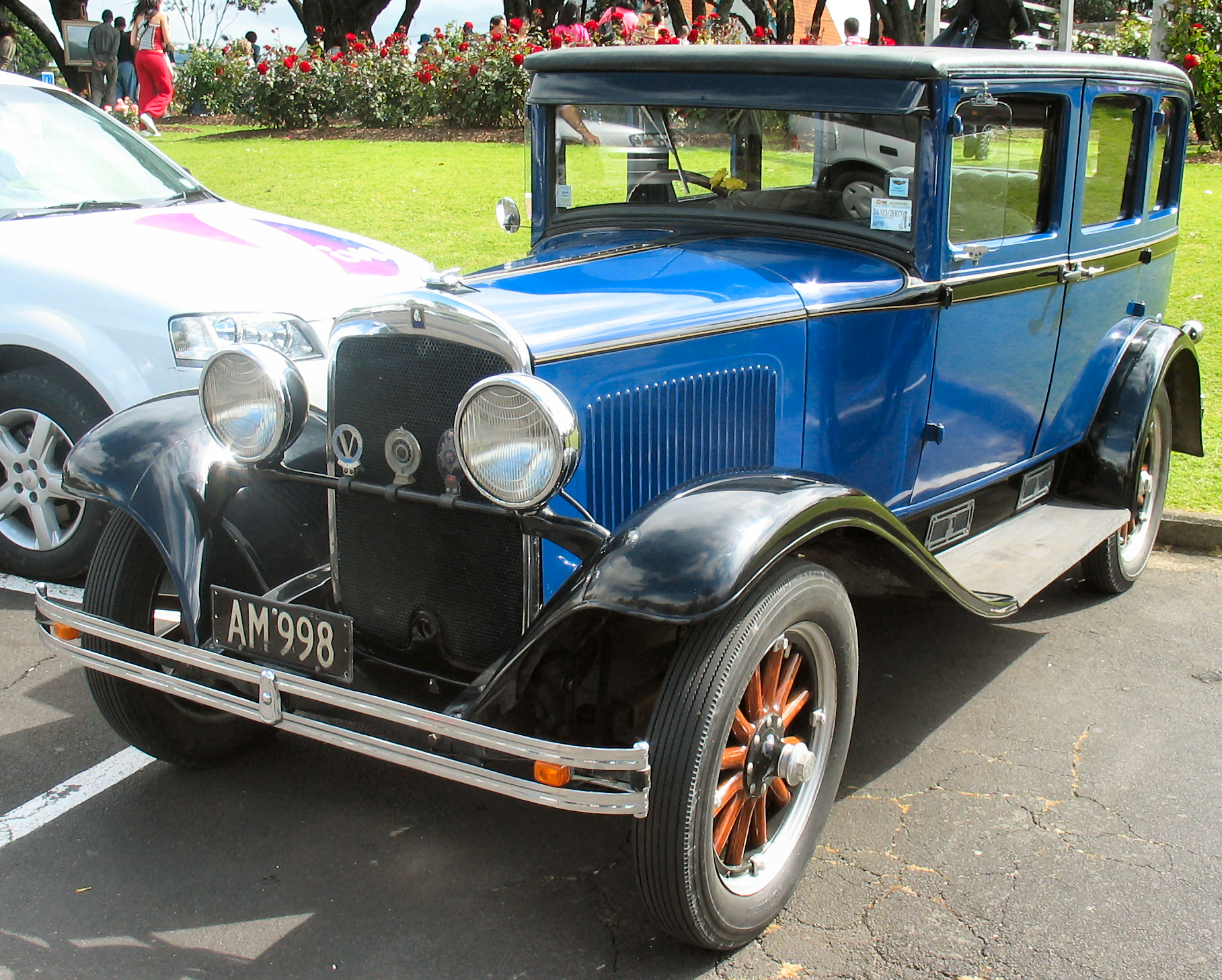
モデルQ（1928年）
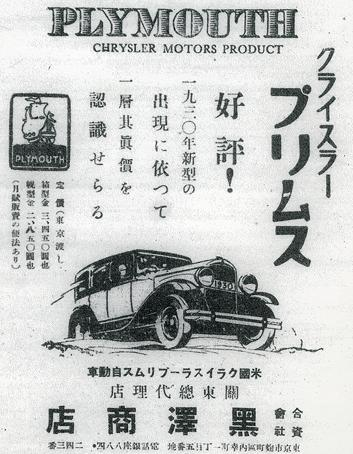
日本で輸入販売された1930年型プリムスの広告
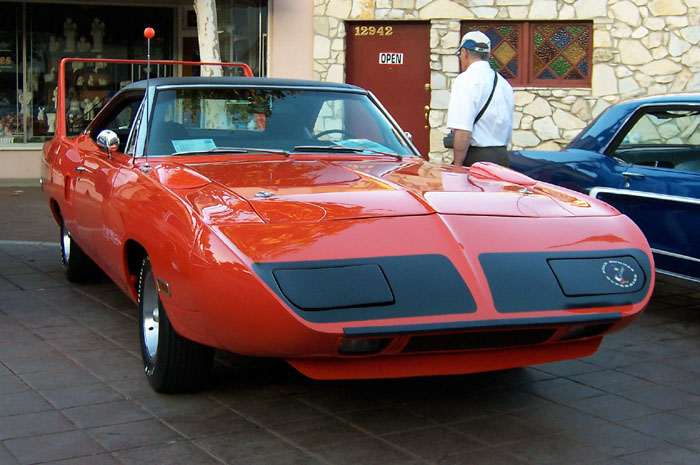
スーパーバード（1970年）
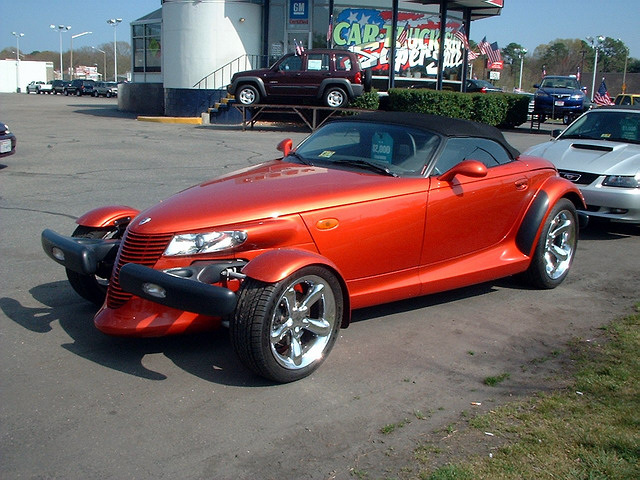
プロウラー（1997年）